# Іменинська сільська рада
Іменинська сільська́ ра́да (біл. Імянінскі сельсавет) — адміністративно-територіальна одиниця у складі Дорогичинського району Берестейської області Білорусі. Адміністративний центр — село Іменин.

## Склад ради
Населені пункти, що підпорядковувалися сільській раді станом на 2009 рік:
| Населений пункт | Тип  | Населення, осіб (2009) |
| --------------- | ---- | ---------------------- |
| Бродок          | село | 37                     |
| Вири            | село | 43                     |
| Деревна         | село | 296                    |
| Занів'я         | село | 86                     |
| Зелово          | село | 102                    |
| Іменин          | село | 681                    |
| Мостки          | село | 78                     |
| Сукачі          | село | 72                     |
| Татар'я         | село | 82                     |

## Населення
За переписом населення Білорусі 2009 року чисельність населення сільської ради становила 1477 осіб.

### Національність
Розподіл населення за рідною національністю за даними перепису 2009 року:
| Національність            | Осіб | Відсоток |
| ------------------------- | ---- | -------- |
| білоруси                  | 1362 | 92,21 %  |
| українці                  | 72   | 4,87 %   |
| росіяни                   | 31   | 2,10 %   |
| поляки                    | 6    | 0,41 %   |
| національність не вказана | 5    | 0,34 %   |
| марійці                   | 1    | 0,07 %   |
| Разом                     | 1477 | 100 %    |